# San Gregorio (Reggio Calabria)
San Gregorio (“San Griòli” in dialetto reggino) è una frazione ubicata a sud del comune di Reggio Calabria, in prossimità dell'aeroporto, e inclusa nella XIII circoscrizione di Ravagnese. La frazione, in forte espansione urbanistica, è attraversata dalla strada statale 106 ionica e servita da uno svincolo che conduce al centro dell'abitato. Nella frazione ha sede una delle zone industriali della città e un grande centro commerciale. Tra gli stabilimenti che vi operano vanno menzionati quelli specializzati nel tessile e nell'estrazione dei derivati e in particolare dell'essenza del bergamotto, di proprietà del Consorzio del bergamotto. Il bergamotto è un agrume che fruttifica nel mondo, esclusivamente nei dintorni di Reggio Calabria.

## Monumenti e luoghi d'interesse
Tra i luoghi che rivestono un certo interesse storico vanno menzionati:
- La chiesa di San Gregorio Taumaturgo che sorge lungo la via Nazionale
- Il vecchio stabilimento dell'Arenella per l'Estrazione dell'Essenza del Bergamotto, ormai in disuso e vero e proprio museo di archeologia industriale, con le complesse macchine e strumentazioni dei primi del novecento
- La presenza di una Torre merlata forse del XVIII-XIX secolo

È interessante, inoltre, ricordare che nell'area di San Gregorio è stata rinvenuta nel 1920 una tomba risalente alla fine del VI secolo a.C., contenente un prezioso corredo funebre, oggi esposto presso il  Museo Nazionale.

## Servizio di trasporto urbano
Il quartiere è servito dalle linee 111, 113, 114, 115 dell'azienda di trasporto pubblico cittadino oltre che dal servizio ferroviario metropolitano essendo presente l'omonima stazione ferroviaria.